# Яренинський Дол
Яренинський Дол (словен. Jareninski Dol) — поселення в общині Песниця, Подравський регіон‎, Словенія.